# Vepre
In araldica il vepre (in francese: créquier) è una figura che rappresenta, in forma molto stilizzata, un ciliegio selvatico o un pruno costituito da sette rami in forma simile a un candelabro. Diffusa in Francia settentrionale e nei Paesi Bassi come imitazione dell'arme della famiglia de Créquy (o de Créqui), questa figura araldica è praticamente assente nell'araldica italiana, tranne su una lapide presente nell'eremo di San Michele di Montenero, ad Avigliano di Campagna, in provincia di Salerno.

D'oro, al vepre di rosso (stemma di Carlo III di Créquy, famiglia de Créquy e del comune di Créquy, Francia)
D'oro, al vepre di verde, alla bordura di rosso (Contes, Francia)
D'argento, a tre scudetti di rosso, al vepre d'oro (Wambercourt, Francia)